# بيير أندريه
بيير أندريه (بالملايوية: Mohd Pierre Andre)‏ هو موسيقي ومخرج وممثل ماليزي، ولد في 17 مارس 1985 بكوالالمبور في ماليزيا.

## وصلات خارجية
- بيير أندريه على موقع IMDb (الإنجليزية)
- بيير أندريه على موقع قاعدة بيانات الفيلم (الإنجليزية)